# Topeka (Illinois)
Topeka és una població dels Estats Units a l'estat d'Illinois. Segons el cens del 2000 tenia 90 habitants.

## Demografia
Segons el cens del 2000, Topeka tenia 90 habitants, 36 habitatges, i 28 famílies. La densitat de població era de 248,2 habitants/km².
Dels 36 habitatges en un 30,6% hi vivien nens de menys de 18 anys, en un 58,3% hi vivien parelles casades, en un 13,9% dones solteres, i en un 22,2% no eren unitats familiars. En el 16,7% dels habitatges hi vivien persones soles el 5,6% de les quals corresponia a persones de 65 anys o més que vivien soles. El nombre mitjà de persones vivint en cada habitatge era de 2,5 i el nombre mitjà de persones que vivien en cada família era de 2,79.
Per edats la població es repartia de la següent manera: un 25,6% tenia menys de 18 anys, un 5,6% entre 18 i 24, un 32,2% entre 25 i 44, un 23,3% de 45 a 60 i un 13,3% 65 anys o més.
L'edat mediana era de 36 anys. Per cada 100 dones de 18 o més anys hi havia 91,4 homes.
La renda mediana per habitatge era de 41.750 $ i la renda mediana per família de 46.875 $. Els homes tenien una renda mediana de 45.938 $ mentre que les dones 0 $. La renda per capita de la població era de 39.651 $. Cap de les famílies estaven per davall del llindar de pobresa.

## Poblacions més properes
El següent diagrama mostra les poblacions més properes.